# Джала Роман Михайлович
Джала Роман Михайлович (нар. 5 вересня 1946, Перегноїв) — доктор технічних наук, завідувач відділу фізичних методів контролю протикорозійного захисту Фізико-механічний інститут ім. Г. В. Карпенка (ФМІ) Національної Академії наук України, м. Львів, лауреат премії НАН України імені Г. В. Карпенка.

## Тема докторської дисертації
- Джала Роман Михайлович. Методи і засоби електромагнітних обстежень захисту від корозії підземних трубопроводів: Дис… д-ра техн. наук: 05.11.16 / НАН України; Фізико-механічний ін-т ім. Г. В. Карпенка. — Л., 2002.

## Основний напрямок досліджень
Патенти України
- Патент України «Безконтактний вимірювач струму в трубопроводі» Автори: Джала Р. М., Вербенець Б. Я. 1993, Бюл. № 1.
- Патент України «Пристрій для визначення розміщення магістральних трубопроводів» Автори: Джала Р. М., Вербенець Б. Я., Андреєва А. А., Пеккер Л. М. 1994, Бюл. № 3.
- Патент України «Аналого-цифровий пристрій» Автори: Драбич П. П., Джала Р. М., Яворський І. М. 1997, Бюл. № 7.
- Патент на винахід «Безконтактний вимірювач постійного струму в підземних трубопроводах» Автори: Джала Р. М., Сенюк О. І. 30.04.98, Бюл. № 2.
- Деклараційний патент «Спосіб визначення опору ґрунту на трасі підземного трубопроводу» Автори: Джала Р. М. 15.10.2001, Бюл. № 9.
- Деклараційний патент «Спосіб визначення поляризаційного потенціалу підземної споруди» Автори: Джала Р. М. 15.11.2001, Бюл. № 10

## Праці
- Volodymyr Yuzevych, Igor Ogirko, Roman Dzhala.Modelling of corrosive processes in the system metal-electrolyte solution taking into account the diffusive impedance.Physico-Mathematical Modelling and Informational Technologies (Journal).2011, Number 13, P. 173—181.
- Джала Р. М. Електромагнітний метод і апаратура оперативного контролю протикорозійного захисту трубопроводів // Нафта і газ України. Зб.наук. праць. — Івано-Франківськ: Факел, 2000. — Т.3. — С. 226—229.
- Джала Р. М, Дікмарова Л. П., Мізюк Л. Я., Вербенець Б. Я. Електромагнітний метод корозійного контролю підземних трубопроводів . / / "Індустріалізація електрохімічного захисту магістральних трубопроводів та промислових об'єктів "/ Сб научн. праць. — М.: ВНІІСТ, 1989. — C. 47-51
- В. Юзевич, І. Огірко, Р. Джала Моделювання корозійних процесів у системі «метал-електроліт» з урахуванням дифузійного імпедансу // Фізико-математичне моделювання та інформаційні технології. — 2011. — Вип. № 13. — C. 173—181.